# Jere Cooper

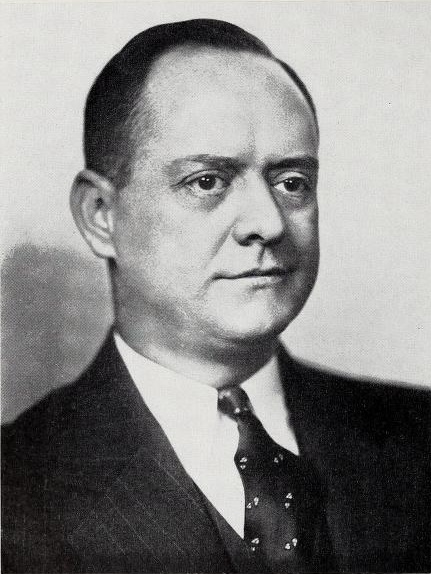
Jere Cooper

Jere Cooper (* 20. Juli 1893 nahe Dyersburg, Dyer County, Tennessee; † 18. Dezember 1957 in Bethesda, Maryland) war ein US-amerikanischer Politiker und vertrat den Bundesstaat Tennessee als Abgeordneter im US-Repräsentantenhaus.

## Werdegang
Jere Cooper wurde am 20. Juli 1893 auf einer Farm in der Nähe von Dyersburg, Dyer County, Tennessee geboren, wo er die öffentliche Schule besuchte. Danach graduierte er 1914 an der Cumberland School of Law in Lebanon. Seine Zulassung als Anwalt erhielt er 1915 und praktizierte dann in Dyersburg, Tennessee, bis die Vereinigten Staaten in den Ersten Weltkrieg eintraten. 1917 verpflichtete er sich in der zweiten Tennessee Infanterie, National Guard. Dort diente er im Dienstgrad eines
First Lieutenant. Im Verlauf des Kriegs wurde er mit seiner Kompanie zu der Kompanie K, 119. Infanterie, 30. Division versetzt, wo er in Frankreich und Belgien diente. Am 9. Juli 1918 wurde er in den Dienstgrad eines Captains befördert und diente dann in der Stellung des Regimentsadjutant bis zu seiner Entlassung aus der Armee am 2. April 1919.
Nach dem Krieg praktizierte er wieder als Anwalt in Dyersburg, Tennessee. Er wurde Mitglied des Stadtrats und Staatsanwalt zwischen 1920 und 1928. Des Weiteren hat man ihn 1921 zum State Commander der American Legion von Tennessee gewählt.
Cooper wurde als Demokrat in den einundsiebzigsten und die vierzehn nachfolgenden Kongress gewählt. Er übte seine Tätigkeit im Kongress vom 4. März 1929 bis zu seinem Tod am 18. Dezember 1957 in Bethesda, Maryland aus. In seiner Amtszeit war er 1956 an der Verfassung des Southern Manifesto beteiligt, dass sich gegen die Rassenintegration an den öffentlichen Einrichtungen aussprach. Des Weiteren war er Vorsitzender des Steuerbewilligungsausschusses (84. und 85. Kongress) und Mitglied des Committee on Internal Revenue Taxation (85. Kongress).
Jere Cooper wurde auf dem Fairview Cemetery in Dyersburg, Tennessee beerdigt.